# フォントネー＝オー＝ローズ
フォントネー＝オー＝ローズ （Fontenay-aux-Roses）は、フランス、イル＝ド＝フランス地域圏、オー＝ド＝セーヌ県のコミューン。

## 地理
パリ郊外南西部に位置し、パリ14区のポルド・ド・シャティヨンから約3.98km離れている。フランス国道ゼロ地点であるノートルダム・ド・パリから約8.8km離れている。バニュー、シャティヨン、クラマール、ル・プレシ＝ロバンソン、ソー、ブール＝ラ＝レーヌ、シャトネ＝マラブリー、アントニー、マラコフ、ヴァンヴと接する。
コミューンは、フランス国内に4本あるサンティアゴ・デ・コンポステーラの巡礼路の1つ、パリ南部緑地回廊（fr）によって二分されている。

## 交通
- 道路 - D906
- 鉄道 - RER B線フォントネー＝オー＝ローズ駅

## 歴史
フォントネーとは、第一に、多くの水源がこの地に流れ込んでいたことに由来する。第二に、ローズとは、17世紀から19世紀半ばまでバラがこの地で栽培されていたことに由来する。
1168年、この地の領主はパリのサント＝ジュヌヴィエーヴ修道院であった。
長くバニューに属す集落であったフォントネーは、18世紀末に集落用の教会を持つほどに拡張していたが、フォントネー＝スー＝バニュー（Fontenay-sous-Bagneux）と呼ばれていた。1675年、フォントネーはジャン＝バティスト・コルベールに売り渡された。1701年、ルイ14世の庶子であるメーヌ公ルイ・オーギュスト・ド・ブルボンのものとなった。
フランス原子力庁のフォントネー＝オー＝ローズ民生科学センター（CÉA de Fontenay-aux-Roses）は、旧シャティヨン要塞内に設置されているが、人口の密集する市街での核研究のリスクを回避するため、現在は生命科学研究に軸を移している。

## 政治
1920年以降、2人の右派市長を頂いたことがあるものの、フォントネー＝オー＝ローズは概ね左派傾向のコミューンである。2007年フランス大統領選挙の第2回投票では、セゴレーヌ・ロワイヤルが票数の約52%を獲得した。

## 姉妹都市
- ヴィースロッホ、ドイツ
- ボアハムウッド、イギリス

## 出身者
- ピエール・ボナール - 画家
- イローナ・ミトルセー - 歌手
- セドリック・カーン - 映画監督
- アダマ・スマオロ - サッカー選手
- ローレン・アイエロ -レーシングドライバー
- スワン・アルロー - 俳優
- アーティフ・シャヘシュヘ - サッカー選手